# 乙基膦
乙基膦是一种有机磷化合物，化学式为C2H5PH2。它可由氯乙烷、氢氧化钾和磷化氢在DMSO中反应得到，或以磷二氢化钠和溴乙烷反应制得。理论计算（DFT，B3LYP）得出乙基膦分子的HOMO为-6.77 eV，LUMO为0.93 eV。它在气相的酸性为363.7 kcal/mol。